# Jay O. Sanders
Jay Olcutt Sanders (Austin, Texas; 16 de abril de 1953) es un actor estadounidense que ha aparecido en televisión, cine y teatro. Es conocido por su papel en The Day After Tomorrow (2004).

## Biografía
Su padre es James Olcutt Sanders y su madre es Phyllis Rae Aden. Tiene además un hermano y se llama Fred Sanders.
Cuando Sanders se volvió mayor, se formó y practicó actuación en la Universidad Estatal de Nueva York. Entró en el mundo del teatro en 1976 y en el mundo de la televisión y del cine en 1979. 
Hizo su primer debut en el Broadway en 1979. También apareció en varias películas como en The Prince of Pennsylvania (1988), JFK (1991), The Day After Tomorrow (2004) y Linterna Verde (2011). En televisión, además de participar en películas de televisión, Sanders participó en la serie Law & Order: Criminal Intent (2001–2011) y apreció también en otras, también como actor invitado. Cabe también añadir que ha narrado más de cincuenta audiolibros diferentes.
Está casado con Maryann Plunkett desde el 1 de octubre de 1991. De ese matrimonio nació un hijo que nació en 1994. Se llama Jamie Sanders.

## Filmografía (Selección)

### Películas
| Año  | Película                                   | Papel                  | Notas     |
| ---- | ------------------------------------------ | ---------------------- | --------- |
| 1979 | Starting Over                              | Larry                  |           |
| 1983 | Living Proof: The Hank Williams, Jr. Story | Dick Willey            | Telefilme |
| 1983 | Cross Creek                                | Charles Rawlings       |           |
| 1988 | The Prince of Pennsylvania                 | Joe                    |           |
| 1989 | Glory                                      | George Crockett Strong |           |
| 1991 | JFK                                        | Lou Ivon               |           |
| 1991 | Detective con medias de seda               | Murray                 |           |
| 1992 | Rehenes                                    | Terry Anderson         | Telefilme |
| 1995 | Tres deseos                                | Entrenador Schramka    |           |
| 1996 | The Prosecutors                            | Alan Baker             | Telefilme |
| 1997 | Kiss the Girls                             | Kyle Craig             |           |
| 1999 | The Confession                             | Jack Renoble           |           |
| 1999 | Tumbleweeds                                | Dan Miller             |           |
| 2001 | Boss of Bosses                             | Joseph O'Brien         |           |
| 2003 | 23 días de miedo                           | Douglas Duncan         | Telefilme |
| 2004 | The Day After Tomorrow                     | Frank Harris           |           |
| 2006 | El valle de la luz                         | Howard                 | Telefilme |
| 2008 | Cadillac Records                           | Mr. Feder              | Telefilme |
| 2008 | Revolutionary Road                         | Bart Pollock           |           |
| 2010 | Edge of Darkness                           | Whitehouse             |           |
| 2011 | Linterna Verde                             | Carl Ferris            |           |
| 2022 | The Road to Galena                         | John Baird             |           |

### Series
| Año       | Título                       | Papel                | Notas       |
| --------- | ---------------------------- | -------------------- | ----------- |
| 2001–2011 | Law & Order: Criminal Intent | Capitán Joseph Hanna | 9 episodios |
| 2011–2012 | Pan Am                       | Douglas Vanderway    | 3 episodios |
| 2012–2014 | Person of Interest           | Asesor Especial      | 9 episodios |
| 2015      | American Odyssey             | Alex Baker           | 8 episodios |
| 2017–2021 | The Sinner                   | Tom Lidell           | 7 episodios |